# George Hotz
George Hotz (2 d'octubre de 1989), conegut pel seu sobrenom hacker Geohot, és un hacker i empresari americà conegut per desbloquejar per primera vegada un iPhone aconseguint que funcionés amb targetes de diverses operadores telefòniques i per piratejar la PlayStation 3 perquè permetés descarregar jocs pirata. Actualment ha arribat a un acord amb Elon Musk per treballar a Twitter durant 12 setmanes per arreglar el cercador de la plataforma.

## Hacks

### iOs
A l'estiu de 2007 Apple va treure el seu primer iPhone, aquest estava associat a la companyia telefònica AT&T i no es podia fer servir amb targetes d'altres operadores telefòniques. George Hotz, que en aquell moment tenia 17 anys, volia utilitzar un iPhone però estava subscrit a T-Mobile així que es va proposar piratejar el telèfon mòbil i ho va aconseguir. Després va penjar un vídeo a YouTube on ensenyava l'iPhone desbloquejat. Aquest vídeo va rebre al voltant de dos milions de visites i va convertir a Hotz en un dels hackers més famosos del moment. Després va continuar desbloquejant les versions posterior dels iPhone aconseguint, per exemple, descarregar aplicacions en el mòbil des de fora de la botiga de Apple. El mètode que feia servir per esquivar els iPhone s'anomenava jailbreak.

### PlayStation 3
El finals de 2009 Hotz va fer publica al seu blog la seva voluntat de piratejar al PlayStation 3, dispositiu que portava tres anys al mercat i que era suposadament impenetrable. Després de gairebé un mes Hotz va aconseguir piratejar la consola i va fer publica les instruccions de com fer-ho. Sony, l'empresa creadora i fabricant de la consola, va respondre a l'acció de Hotz amb una actualització que desactivava la funció a través de la qual Hotz havia pogut piratejar la consola i que amb això deshabilitava la capacitat de la gent de fer els seus propis programes per la consola. Això va generar polèmica, hi va haver gent que es va enfadar amb Sony per treure'ls aquesta capacitat i gent que va començar a criticar a Hotz. A finals de 2010 Hotz va aconseguir tornar a piratejar la PlayStation 3, aquesta vegada va aconseguir controlar-la completament, el que va fer que pogués restaurar el que Sony havia tret amb la seva actualització i també el va permetre realitzar altres coses com per exemple descarregar-se jocs pirata. Aquesta vegada també va fer publiques les instruccions per piratejar la consola.

#### Problemes legals
Al gener de 2011 Sony va anunciar una demanda en contra de Hotz, al·legant que Hotz havia infringit la Llei d'abús i frau informàtic i havia facilitat la infracció dels drets d'autor, com ara la descàrrega de jocs piratejats. Durant uns mesos es va produir una lluita mediàtica entre Hotz i Sony, però finalment van arribar a un acord en el qual Hotz no va reconèixer haver fet cap mal però si va acceptar una ordre judicial permanent que li prohibia fer enginyeria inversa de qualsevol producte de Sony en el futur. Tot i arribar a un acord la baralla entre Sony i Hotz va desenvolupar en accions d'altres hackers i fins i tot de l'organització Anonymus en contra de Sony, accions de les quals Hotz sempre s'ha desmarcat.

## Carrera
Facebook va contractar a Hotz l'any 2011. Tres anys després va passar a treballar per la divisió de ciberseguretat de Google, Project Zero.
Al 2015, Hotz va fundar la seva start-up comma.ai. Aquesta empresa emergent tenia com a objectiu crear un kit que servís per convertir un cotxe normal en un de conducció autònoma i que aquest tingues un valor de menys de 1.000 euros. A l'octubre de 2022 va anunciar que s'apartaria durant un temps del projecte.
Al novembre de 2022 va contactar amb Elon Musk per Twitter i li va proposar treballar 12 setmanes arreglant el cercador de Twitter a canvi de que ell li pagués el cost de la seva manutenció a San Francisco.